# Кошачьеглазые ужи
Кошачьеглазые ужи, или кошачьеглазые змеи (лат. Leptodeira), — род змей из семейства ужеобразных, обитающий в Новом Свете.

## Описание
Общая длина представителей этого рода колеблется от 45 см до 1 м. Голова короткая, толстая. Глаза большие, зрачки вертикальные, напоминают кошачьи глаза — отсюда и происходит их название. Имеют заднечелюстные ядовитые клыки. Туловище очень тонкое и стройное. Голова отграничена от туловища. Вдоль середины туловища тянется 19-25 полос чешуи. Окраска чёрная, коричневая, желтоватая. Брюхо гораздо светлее спины. На общем фоне могут располагаться светлые полоски или тёмные пятна.

## Образ жизни
Населяют тропические леса, каменистые, скальные местности, саванны. Активны ночью. Хорошо лазают и плавают. Питаются ящерицами, земноводными.
Яд не представляет угрозы для человека.

## Размножение
Это яйцекладущие змеи.

## Распространение
Обитают от юга США до Южной Америки включительно. 

## Классификация
На май 2021 года в род включают 16 видов:
- Leptodeira annulata (Linnaeus, 1758) — Кольчатый кошачьеглазый уж, или кольчатая кошачьеглазая змея
- Leptodeira ashmeadii (Hallowell, 1845)
- Leptodeira bakeri Ruthven, 1936 — Арубинская кошачьеглазая змея, или островной кошачьеглазый уж
- Leptodeira frenata (Cope, 1886) — Гватемальская кошачьеглазая змея, или гватемальский кошачьеглазый уж
- Leptodeira larcorum Schmidt & Walker, 1943
- Leptodeira maculata (Hallowell, 1861) — Пятнистый кошачьеглазый уж, или пятнистая кошачьеглазая змея
- Leptodeira misinawui Torres-Carvajal et al., 2020
- Leptodeira nigrofasciata Günther, 1868 — Чернополосый кошачьеглазый уж, или чернополосая кошачьеглазая змея
- Leptodeira ornatus (Bocourt, 1884)
- Leptodeira polysticta (Günther, 1885)
- Leptodeira punctata (Peters, 1866) — Крапчатая кошачьеглазая змея, или крапчатый кошачьеглазый уж
- Leptodeira rhombifera Günther, 1872
- Leptodeira rubricata (Cope, 1893)
- Leptodeira septentrionalis (Kennicott, 1859) — Трансамериканский кошачьеглазый уж, или трансамериканская кошачья змея
- Leptodeira splendida Günther, 1895 — Блестящий кошачьеглазый уж, или блестящая кошачьеглазая змея
- Leptodeira uribei (Bautista & Smith, 1992)